# Királytükör
A királytükör vagy fejedelmi tükör olyan, az ókorban, majd a középkorban és a reneszánsz idején is divatos didaktikus célú mű, irodalmi műfaj, mely a leendő uralkodó számára fogalmazza meg az eszményi államfő szerepét és kötelességeit, intelmek jellegét öltve ad tanácsokat az uralkodáshoz. Nem csak trónörökösök, hanem más arisztokrata ifjak számára is írtak hasonló műveket. Szerzőik antik példák alapján szívesen adták magának az uralkodónak a szájába ezeket a gondolatokat.

## Története
A műfaj legrégebbi ismert darabja a babiloni Királytükör az i. e. 8-7. századból. Az ókori görög irodalomból ismert példája Xenophón Ifjabb Kürosszal kapcsolatos elmélkedése Anabaszisz című művében. A reneszánsz korából kiemelkedik Rotterdami Erasmusnak A keresztény fejedelem nevelése című műve (1516) és Niccolò Machiavelli A fejedelem (1532) című munkája.

### Magyarországon
A királytükör legismertebb magyar példája a Szent István királynak tulajdonított Intelmek könyve Imre herceghez a 11. századból. A magyarországi reneszánszban is megjelent a műfaj, például Pataki Füsüs János: Királyoknak tüköre (1626); Prágai András. Fejedelmeknek serkentő órája (1636).